# 潔湯鯉
潔湯鯉（學名：Kuhlia munda），為輻鰭魚綱鱸形目鱸亞目湯鯉科的其中一種，分布於大洋洲斐濟、萬那杜、新喀里多尼亞、澳洲昆士蘭淡水、半鹹水水域，深度可達2公尺，本魚體橢圓而側扁，眼大，下頷突出，體色銀色，吻部及鼻上半部黑色，尾鰭黃色，具黑色邊緣，背鰭硬棘10枚；背鰭軟條10-11枚；臀鰭硬棘3枚；臀鰭軟條11枚，體長可達13.4公分，棲息在內灣底中層水域，生活習性不明，可作為食用魚。